# Нагатинский бульвар
Нага́тинский бульва́р (до 1990 года Нагатинский проезд) — бульвар в районе Нагатино-Садовники Южного административного округа города Москвы.
Проходит от Нагатинской улицы до Нагатинской набережной. Нумерация домов ведётся от Нагатинской набережной.

## Происхождение названия
Название дано в 1990 году по названию местности, где находится улица, унаследовавшей в свою очередь название от бывшей деревни Нагатино.

## История
Нагатинский бульвар был создан в 1990 году.

## Примечательные здания и сооружения
По нечётной стороне:
По чётной стороне:
- № 6 — 17-этажный панельный дом.
- № 8 —
- № 10 —
- № 12 — ДЭЗ района Нагатино-Садовники.

## Транспорт
- Метро  Коломенская.
- У южного окончания бульвара расположены остановки трамваев 47, 49, у северного — автобусов с811 и с951.